# NGC 5328
NGC 5328 ist eine Elliptische Galaxie vom Hubble-Typ E1 im Sternbild Wasserschlange südlich der Ekliptik. Sie ist schätzungsweise 206 Millionen Lichtjahre von der Milchstraße entfernt und hat einen Durchmesser von etwa 110.000 Lj. wahrscheinlich bildet sie gemeinsam mit NGC 5330 ein gravitativ gebundenes Galaxienpaar.
Das Objekt wurde am  5. Mai 1793 von Wilhelm Herschel mit einem 18,7-Zoll-Spiegelteleskop entdeckt, der sie dabei mit „vF, vS, R, lbM“ beschrieb. John Herschel notierte bei seinen Beobachtungen mit einem 18-Zoll-Spiegelteleskop im Jahr 1847: „B, lE, sbM, 20 arcseconds“ und „pB, R, lbM, 20 arcseconds“.